# ماجدالينا سانشيز
ماجدالينا سانشيز (بالإسبانية: Magdalena Sánchez) هي مغنية فنزويلية، ولدت في 9 أبريل 1915 في بويرتو كابيلو في فنزويلا، وتوفيت في 18 أغسطس 2005 في كاراكاس في فنزويلا بسبب سرطان.